# Océane Cassignol
Océane Cassignol (26 de mayo de 2000) es una deportista francesa que compite en natación, en la modalidad de aguas abiertas.
Ganó una medalla de oro en el Campeonato Mundial de Natación de 2017 y dos medallas de bronce en el Campeonato Europeo de Natación, en los años 2021 y 2024.

## Palmarés internacional
| Campeonato Mundial | Campeonato Mundial | Campeonato Mundial | Campeonato Mundial |
| Año                | Lugar              | Medalla            | Prueba             |
| ------------------ | ------------------ | ------------------ | ------------------ |
| 2017               | Budapest (Hungría) | Medalla de oro     | Equipo mixto       |
| Campeonato Europeo |                    |                    |                    |
| Año                | Lugar              | Medalla            | Prueba             |
| 2021               | Budapest (Hungría) | Medalla de bronce  | 5 km               |
| 2024               | Belgrado (Serbia)  | Medalla de bronce  | Equipo mixto       |